# Oïdium du pois
L'oïdium du pois est une forme d'oïdium. C'est une maladie cryptogamique due à un champignon de la famille des Erysiphaceae, classe des Leotiomycètes, Erysiphe polygoni f. sp. pisi Boerema & Verh., qui affecte spécifiquement les cultures de pois (Pisum sativum).